# Pseudohorus molliventer
Pseudohorus molliventer es una especie de arácnido del orden Pseudoscorpionida de la familia Olpiidae.

## Distribución geográfica
Se encuentra en Namibia.